# Чайка Володимира Павлівна

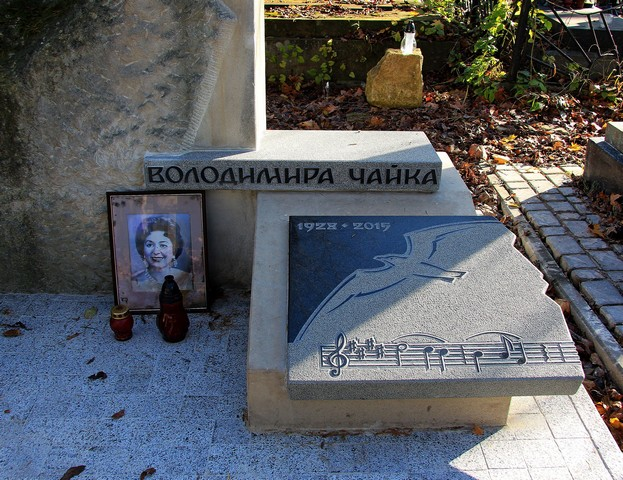
Могила Володимири Чайки на 73 полі Личаківського цвинтаря у Львові

Чайка Володимира Павлівна, до шлюбу Слота (2 квітня 1928, с. Шили, нині Збаразького району Тернопільської області — 21 листопада 2015, м. Львів) — українська оперна співачка (лірико-колоратурне сопрано), педагогиня. Професор Львівської державної музичної академії імені М. В. Лисенка. Заслужена артистка УРСР (1977), Народна артистка України (11.04.2008).

## Біографія
Навчалася в Тернопільській українській гімназії (1942—1943).
Закінчила педагогічну школу в місті Кременець (1947), філологічний факультет Львівського університету (1952, нині національний університет), консерваторію (1963, нині національна музична академія; клас П. Кармалюка).
З 1952 — учителька української мови та літератури в середній школі у Львові, солістка хору Будинку вчителя; 1963—1985 — солістка Львівського оперного театру.
З 1981 — викладачка, професор Львівської музичної академії.
Серед учнів Чайки С. Сигель-Декар — виконавиця ролі Соломії Крушельницької у виставі «Соломія Крушельницька» Б. Мельничука та І. Литовського в Тернопільському обласному драматичному театрі.
Була одружена з українським скульптором Яковом Чайкою.
Похована в одній могилі з чоловіком на 73 полі Личаківського цвинтаря.

## Партії
- Оксана («Запорожець за Дунаєм» С. Гулака-Артемовського),
- Віолетта, Джильда («Травіата», «Ріголетто» Дж. Верді),
- Констанца («Викрадення із сералю» В.-А. Моцарта),
- Лейла («Шукачі перлин» Ж. Бізе) та ін.

## Камерно-концертний репертуар
У камерно-концертному репертуарі Володимири Чайки — Шевченкіана, пісні та романси А. Кос-Анатольського, С. Людкевича, Г. Майбороди, Д. Січинського та ін., українські народні пісні, твори українських і зарубіжних композиторів.